# Sophora
Sophora is een geslacht van circa 45 soorten kleine bomen en struiken uit de vlinderbloemenfamilie (Leguminosae oftewel Fabaceae). De soorten zijn inheems in Zuidoost-Europa, zuidelijk Azië, Australië, de eilanden van de Grote Oceaan, en het westen van Zuid-Amerika.

## Geschiedenis en beschrijving
Aanvankelijk bevatte het geslacht meer soorten, maar die zijn nu ondergebracht in andere geslachten, waaronder Styphnolobium (verschilt in de afwezigheid van stikstoffixerende bacteriën (Rhizobia) op de wortels) en Calia.
Sophora-soorten uit Nieuw-Zeeland staan daar bekend als kowhai.
De toromiro (Sophora toromiro) was ooit een algemeen voorkomende boom in de bossen van Paaseiland. De boom werd het slachtoffer van de ontbossing waarbij de bossen omstreeks de 18e eeuw waren vernietigd. Even later was de boom in het wild uitgestorven. De boom wordt teruggebracht in het wild op Paaseiland in een wetenschappelijk project dat onder andere wordt geleid door Kew Gardens in Engeland en Göteborgs botaniska trädgård in Zweden. De enige overgebleven exemplaren van deze soort met een gedocumenteerde oorsprong werden opgekweekt in de jaren 60 van de 20e eeuw uit zaden, die waren verzameld door Thor Heyerdahl.
Sophora macrocarpa is een kleine, subtropische boom, die van nature voorkomt in Chili. De soort wordt in Chili “mayo” of “mayú” genoemd.

## Soorten
Een selectie van soorten, met de lokale naam tussen haakjes:
- Sophora affinis - Texas Sophora, Eve's Necklace (Oklahoma en Texas, VS)
- Sophora alopecuroides - Sophora Root
- Sophora cassioides - Sophora macnabiana - Pelu (Chili), Kowhai (Gough (eiland))
- Sophora chathamica - Coastal Kowhai (Nieuw-Zeeland)
- Sophora chrysophylla - Mamane (Hawaï)
- Sophora fernandeziana - (Juan Fernández-archipel)
- Sophora flavescens - 苦参, kǔshēn (China)
- Sophora fulvida - Waitakere Kowhai (Nieuw-Zeeland)
- Sophora godleyi - Godley Kowhai, Papa Kowhai (Nieuw-Zeeland)
- Sophora longicarinata - Kowhai (Nieuw-Zeeland)
- Sophora masafuerana - (Juan Fernández-archipel)
- Sophora macrocarpa - (Chili)
- Sophora microphylla - Small-leaved Kowhai (Nieuw-Zeeland)
- Sophora molloyi - Cook Strait Kowhai (Nieuw-Zeeland)
- Sophora prostrata - Dwarf Kowhai, Prostrate Kowhai (Nieuw-Zeeland)
- Sophora tetraptera - Large-leaved Kowhai, Taupo Kowhai (Nieuw-Zeeland)
- Sophora tomentosa - Necklace Pod
- Sophora toromiro - Toromiro (Paaseiland)

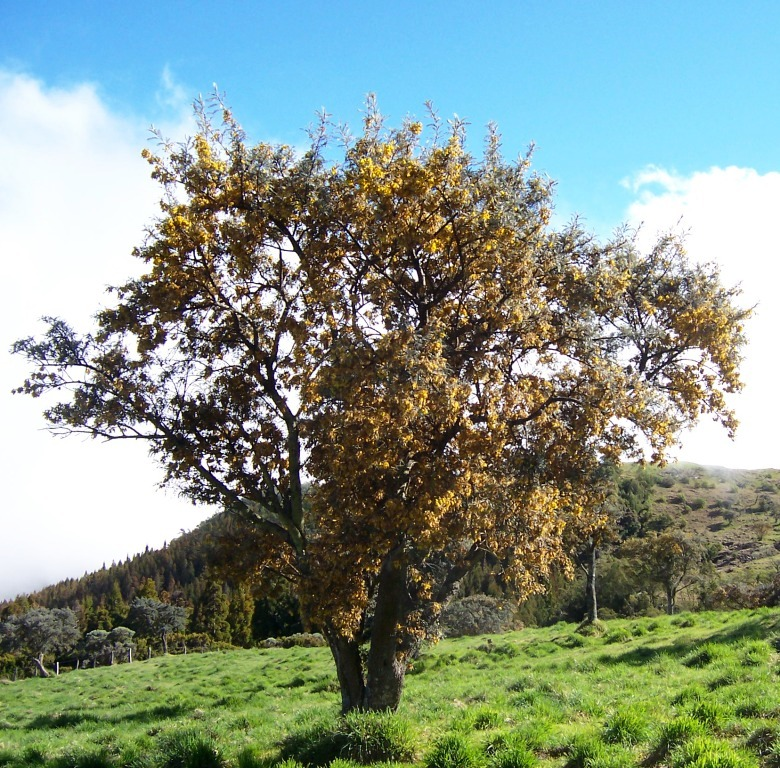
Sophora denudata

## Gebruik
S. flavescens, oftewel kǔshēn, wordt in China gebruikt als geneesmiddel tegen astma in combinatie met Chinees zoethout (Glycyrrhiza uralensis) en de gesteelde lakzwam (Ganoderma lucidum) in de ASHMI-formule.